# États d'amour
Cet article concerne l'album d'Isabelle Boulay. Pour la chanson d'Amir sortie en 2017, voir États d'amour (chanson).
Albums de Isabelle Boulay
Fallait pas
(1996) Scènes d'amour
(2000)
Singles
1. Je t'oublierai, je t'oublierai
Sortie : 1998
2. N'oubliez jamais
Sortie : 1998
3. La Lune
Sortie : 1998
4. Le Saule
Sortie : 1999
5. Les Yeux au ciel
Sortie : 1999
6. J'ai mal à l'amour
Sortie : 1999

États d'amour est le titre d'un album musical d'Isabelle Boulay sorti en 1998. Prévu pour le marché québécois, cet album est également sorti en France, mais seulement avec 11 titres au lieu des 16 de la version originale.

## Liste des pistes

### Édition canadienne
| No  | Titre                          | Paroles           | Musique              | Durée |
| --- | ------------------------------ | ----------------- | -------------------- | ----- |
| 1.  | Je t'oublierai, je t'oublierai | Luc Plamondon     | Richard Cocciante    | 3:31  |
| 2.  | Le Banc des délaissés          | Zachary Richard   | Zachary Richard      | 4:57  |
| 3.  | Les Yeux au ciel               | Damien Ruzé       | Jacques Romensky     | 4:25  |
| 4.  | J'ai mal à l'amour             | Cébastien         | Mario Peluso         | 3:14  |
| 5.  | L'Héroïne de cette histoire    | Zazie             | Zazie                | 4:29  |
| 6.  | N'oubliez jamais               | Jim Cregan        | Russ Kunkel          | 4:14  |
| 7.  | État d'amour                   | Roger Tabra       | France D'Amour       | 4:05  |
| 8.  | La Lune                        | Christian Mistral | Mario Peluso         | 3:43  |
| 9.  | Tombée de toi                  | Roger Tabra       | France D'Amour       | 4:05  |
| 10. | L'Amour dans l'âme             | Zazie             | Zazie                | 4:46  |
| 11. | Le Saule                       | Francis Basset    | Franck Langolff      | 5:26  |
| 12. | Homme sweet homme              | Zazie             | Zazie                | 3:24  |
| 13. | T'es pas mon fils              | Michel Barbeau    | Michel Barbeau       | 2:42  |
| 14. | C'était l'hiver                | Francis Cabrel    | Francis Cabrel       | 4:06  |
| 15. | L'Hymne à la beauté du monde   | Luc Plamondon     | Christian Saint-Roch | 3:19  |
| 16. | Blanche comme la neige         | Jim Corcoran      | Folklore             | 2:51  |

### Édition française
| 1.    | Je t'oublierai, je t'oublierai | 3:32 |
| 2.    | État d'amour                   | 4:06 |
| 3.    | Le Saule                       | 5:26 |
| 4.    | L'Héroïne de cette histoire    | 4:29 |
| 5.    | La Lune                        | 3:44 |
| 6.    | N'oubliez jamais               | 4:15 |
| 7.    | L'Amour dans l'âme             | 4:47 |
| 8.    | Les Yeux au ciel               | 4:26 |
| 9.    | T'es pas mon fils              | 2:42 |
| 10.   | C'était l'hiver                | 4:07 |
| 11.   | Le Banc des délaissés          | 4:57 |
| 46:31 |                                |      |

### CD Bonus édition limitée
| 1.    | D'aventures en aventures      | 3'30 |
| 2.    | Amsterdam                     | 3'37 |
| 3.    | La ballade de Jean Batailleur | 4'07 |
| 11'14 |                               |      |

Producteur : Productions Sidéral
Producteur délégué : Joselito Michaud
Directeur artistique : Joselito Michaud
Producteur du spectacle : Les productions Avanti Plus Inc.
Directrice de production : Nancy Brault
Réalisateur/Directeur musical : Luc Boivin
Prise de son : Richard Bélanger (studio Karisma)
Mixé par Denis Savage au Studio Piccolo
Assistant mix : Brian Mercier

## Certifications
| Pays   | Association  | Certification | Ventes/Équivalence |
| ------ | ------------ | ------------- | ------------------ |
| Canada | Music Canada | Platine       | 100 000            |
| France | SNEP         | Or            | 100 000            |